# رون إنغرام
رون إنغرام هو لاعب هوكي الجليد كندي، ولد في 5 يوليو 1933 في تورونتو في كندا، وتوفي في 15 يونيو 1988.

## وصلات خارجية
- رون إنغرام على موقع دوري الهوكي الوطني (الإنجليزية)
- رون إنغرام على موقع EliteProspects.com (الإنجليزية)
- رون إنغرام على موقع HockeyDB.com (الإنجليزية)
- رون إنغرام على موقع Hockey-Reference.com (الإنجليزية)